# (1675) Simonida
L'astéroïde (1675) Simonida fut découvert par Milorad B. Protitch, le 20 mars 1938 à Belgrade, Royaume de Yougoslavie.
Il a été nommé en hommage à la Reine Simonida, la femme du roi serbe Stefan Milutin.